# Fluide parfait

Le tenseur de stress-énergie d'un fluide parfait ne contient que les composants diagonaux.

En mécanique des fluides, un fluide est dit parfait s'il est possible de décrire son mouvement sans prendre en compte les effets de viscosité et de conduction thermique. Le mouvement du fluide est donc adiabatique, décrit par les équations d'Euler.
Tous les fluides ont une viscosité, sauf les superfluides, ce qui en pratique ne concerne guère que l'hélium à très basse température (condensat de Bose-Einstein) ou le plasma quarks-gluons. Le fluide parfait ne peut donc être qu'une approximation pour un fluide de viscosité tendant vers zéro, ce qui revient à faire tendre le nombre de Reynolds vers l'infini. Ce type d'approximation fluide parfait n'est cependant pas dénuée d'intérêts, par exemple en aérodynamique, où souvent des nombres de Reynolds très grands sont atteints. Cela étant, même si dans ces cas d'aérodynamique de hauts nombres de Reynolds le fluide peut être considéré comme parfait assez loin des corps étudiés, il subsiste près de ces corps une zone où les effets de la viscosité sont importants, cette zone étant appelée la couche limite. Autrement dit, on pourra appliquer l'approximation du fluide parfait à distance suffisante d'un corps (avec utilisation possible du théorème de Bernoulli), tout en calculant par d'autres moyens le comportement du même fluide considéré comme visqueux dans la Couche limite existant à la surface du même corps. Il est alors possible, par des calculs en fluide parfait, de déterminer les lignes de courants ainsi que les vitesses et pressions locales autour du corps considéré. L'écoulement ainsi déterminé s'appelle écoulement potentiel. Cependant, pour rapprocher ces écoulements potentiels des écoulements réels (de fluides visqueux), les aérodynamiciens veillent, au moment de leurs calculs potentiels, à engraisser les corps de l'épaisseur de leur Couche Limite.

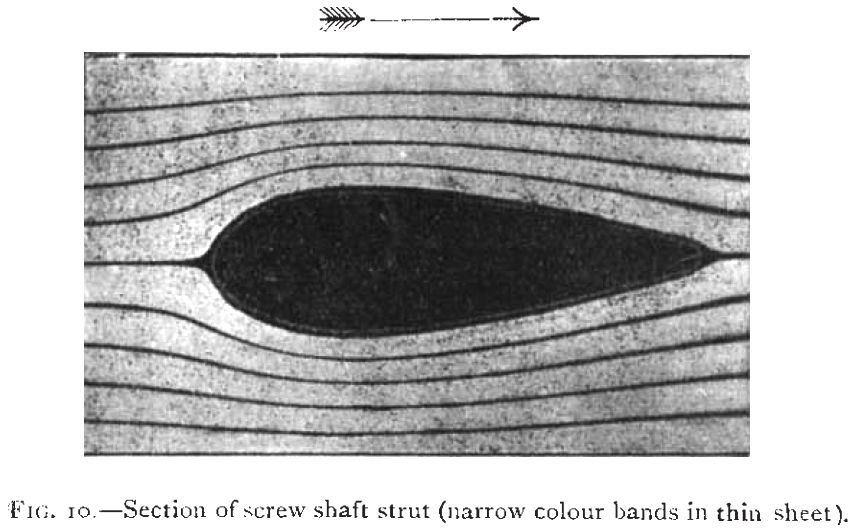
Écoulement potentiel (soit d'un fluide parfait) autour d'un corps profilé.

Comparaison entre l'écoulement dans une cellule d'Hele-Shaw et l'écoulement potentiel (c.-à-d. d'un fluide parfait).

À côté de ces calculs potentiels, il existe les cellules d'Hele-Shaw qui montrent les mêmes écoulements potentiels au moyen de filets de fluides colorés se déplaçant très lentement entre deux vitres très rapprochées (images ci-contre).
En cosmologie, les différentes formes de matière qui emplissent l'univers peuvent être considérées, du moins aux échelles où l'univers est homogène comme des fluides parfaits. Comme l'écoulement d'un tel fluide est isentropique sauf en des régions où apparaissent des singularités (choc, couche de glissement) décrites par les relations de Rankine-Hugoniot, l'expansion de l'Univers est parfois décrite comme étant adiabatique, s'identifiant sous certains aspects à la détente d'un gaz sans échange de chaleur avec l'extérieur.

## Propriétés essentielles
Un fluide parfait incompressible obéit aux équations d'Euler de conservation de la masse et de la quantité de mouvement, ces deux équations formant les équations de base des fluides non dissipatifs, ainsi qu'à une version du premier principe de la thermodynamique, ces deux aspects (mécanique des fluides et thermodynamique) étant intimement liés.
Les deux premières équations s'écrivent, en notant ρ la masse volumique du fluide, P sa pression et v sa vitesse :
{\displaystyle {\frac {\partial \rho }{\partial t}}+\nabla \cdot (\rho {\mathbf {v} })=0} ,
{\displaystyle {\frac {\partial {\mathbf {v} }}{\partial t}}+({\mathbf {v} }\cdot \nabla ){\mathbf {v} }=-{\frac {\nabla P}{\rho }}+{\mathbf {f} }} ,
où {\displaystyle {\mathbf {f} }} représente la densité de forces s'exerçant sur le fluide. Par exemple, si l'on considère la pesanteur, on a 
{\displaystyle {\mathbf {f} }={\mathbf {g} }},
{\displaystyle {\mathbf {g} }} représentant l'accélération de la pesanteur.

## Aspects thermodynamiques
D'ordinaire, la densité d'énergie interne d'un système physique (dans le présent contexte, une petite région contenant un fluide donné) dépend de la densité de celui-ci et de son entropie. En effet, le premier principe de la thermodynamique stipule que l'énergie interne U d'un système varie selon
{\displaystyle {\mathrm {d} }U=-P{\mathrm {d} }V+T{\mathrm {d} }S},
où P représente sa pression, V le volume, T la température et S l'entropie. Dans le cas d'un fluide parfait, on a par définition {\displaystyle {\mathrm {d} }S=0}, d'où
{\displaystyle {\mathrm {d} }U=-P{\mathrm {d} }V},
ce qui équivaut à dire que l'élément de fluide possède une relation univoque entre sa densité d'énergie et sa pression, ne dépendant pas d'un paramètre extérieur. Si l'on passe à la densité d'énergie interne définie par
{\displaystyle \epsilon ={\frac {U}{V}}},
on obtient alors
{\displaystyle {\mathrm {d} }(\epsilon V)=-P{\mathrm {d} }V},
d'où
{\displaystyle {\mathrm {d} }\epsilon =-(P+\epsilon ){\frac {{\mathrm {d} }V}{V}}}.

## Formalisme mathématique
Un fluide parfait peut être décrit à l'aide d'un tenseur énergie impulsion T. À partir duquel on peut retrouver les équations (conservation de la masse et Euler, plus premier principe de la thermodynamique) auxquelles obéit le fluide parfait. Celui-ci s'écrit
{\displaystyle {\mathbf {T} }=\left(P+\rho \right){\frac {{\mathbf {u} }\otimes {\mathbf {u} }}{c^{2}}}-P{\mathbf {g} }},
ou, en termes de composantes,
{\displaystyle T^{\alpha \beta }=\left(P+\rho \right){\frac {u^{\alpha }u^{\beta }}{c^{2}}}-Pg^{\alpha \beta }},
où {\displaystyle \rho } représente la densité d'énergie du fluide, somme de sa densité d'énergie interne {\displaystyle \epsilon } et de sa densité d'énergie de masse {\displaystyle \mu c^{2}}, {\displaystyle \mu } étant la masse volumique de l'élément de fluide et c la vitesse de la lumière, u la quadrivitesse du fluide (c'est-à-dire la vitesse d'ensemble de cet élément), et g le tenseur métrique. La relativité restreinte et la relativité générale stipulent que le tenseur énergie impulsion d'un fluide est « conservé », c'est-à-dire que sa divergence est nulle. Cette équation s'écrit, en termes de composantes, 
{\displaystyle D_{\alpha }\left(\left(P+\rho \right){\frac {u^{\alpha }u^{\beta }}{c^{2}}}-Pg^{\alpha \beta }\right)=0},
D représentant la dérivée ordinaire (en relativité restreinte) ou la dérivée covariante (en relativité générale). Le calcul donne alors
{\displaystyle {\frac {u^{\alpha }u^{\beta }}{c^{2}}}D_{\alpha }\left(P+\rho \right)+\left(P+\rho \right){\frac {u^{\alpha }}{c^{2}}}D_{\alpha }u^{\beta }+\left(P+\rho \right){\frac {u^{\beta }}{c^{2}}}D_{\alpha }u^{\alpha }-D^{\beta }P=0}.
C'est cette équation qui permet de retrouver les trois équations précitées.

## Obtention
À un niveau microscopique, le tenseur énergie impulsion d'un fluide peut toujours être déterminé par un processus rigoureux, en partant d'une quantité appelée lagrangien. Par exemple, le tenseur énergie impulsion d'une particule ponctuelle se déduit immédiatement du lagrangien la décrivant. En mécanique des fluides, on considère que la distribution des particules composant le fluide peut, au-delà d'une certaine échelle, être considérée comme un milieu continu.
Par contre, à un niveau macroscopique, rien ne permet d'affirmer avec certitude que le tenseur énergie impulsion puisse être dérivé d'un lagrangien macroscopique. D'ordinaire, le tenseur énergie impulsion d'un fluide est déterminé dans un premier temps par l'écriture du tenseur énergie impulsion d'une particule, puis en supposant une certaine distribution de particules dans une région de l'espace (une fonction de distribution), puis en effectuant la moyenne des tenseurs énergie impulsion individuels sur un volume petit devant les dimensions du problème, mais grand devant la séparation inter particules. Rien ne permet d'affirmer qu'il est possible de trouver un tenseur énergie impulsion à partir d'un lagrangien qui serait déjà « moyenné » sur un ensemble de particules. Le fluide parfait est à ce titre un cas particulier, car il est possible de le déterminer de cette façon, quoique la démonstration en soit non triviale.

## Généralisation
Au-delà de l'approximation de fluide parfait, on parle de fluide visqueux, décrit par les équations de Navier-Stokes.

## Culture populaire
- Dans la deuxième saison d'Agent Carter, la Matière Zéro est décrite comme étant une forme de fluide parfait.